# My Twin
My Twin è un singolo del gruppo musicale svedese Katatonia, pubblicato il 6 febbraio 2006 come primo estratto dal settimo album in studio The Great Cold Distance.

## Video musicale
Il video è stato filmato a Stoccolma nel gennaio 2006 sotto la regia di Charlie Granberg.

## Tracce
Testi di Jonas Renkse, eccetto dove indicato, musiche di Anders Nyström e Jonas Renkse.
1. My Twin (Single Edit Version) – 3:44
2. My Twin (Opium Dub Version) – 4:18
3. Displaced – 5:16
4. Dissolving Bonds – 3:43 (testo: Anders Nyström)

## Formazione
Gruppo
- Jonas Renkse – voce, arrangiamento, tastiera, loop, programmazione, chitarra
- Anders Nyström – chitarra, arrangiamento, tastiera, loop, programmazione, cori
- Fredrik Norrman – chitarra
- Mattias Norrman – basso
- Daniel Liljekvist – batteria, cori

Altri musicisti
- Jens Bogren – tastiera, loop, programmazione
- David Castillo – tastiera, loop, programmazione
- Peter Damin – percussioni
- Andreas Åkerberg – cori

Produzione
- Anders Nyström – produzione
- Jonas Renkse – produzione
- Jens Bogren – coproduzione, missaggio, ingegneria del suono, mastering
- David Castillo – coproduzione, missaggio, ingegneria del suono
- Thomas Eberger – mastering

## Classifiche
| Classifica (2006) | Posizione massima |
| ----------------- | ----------------- |
| Danimarca         | 20                |
| Finlandia         | 9                 |